# Affaire du Daily Telegraph
 (mai 2011).
Si vous disposez d'ouvrages ou d'articles de référence ou si vous connaissez des sites web de qualité traitant du thème abordé ici, merci de compléter l'article en donnant les références utiles à sa vérifiabilité et en les liant à la section « Notes et références ».

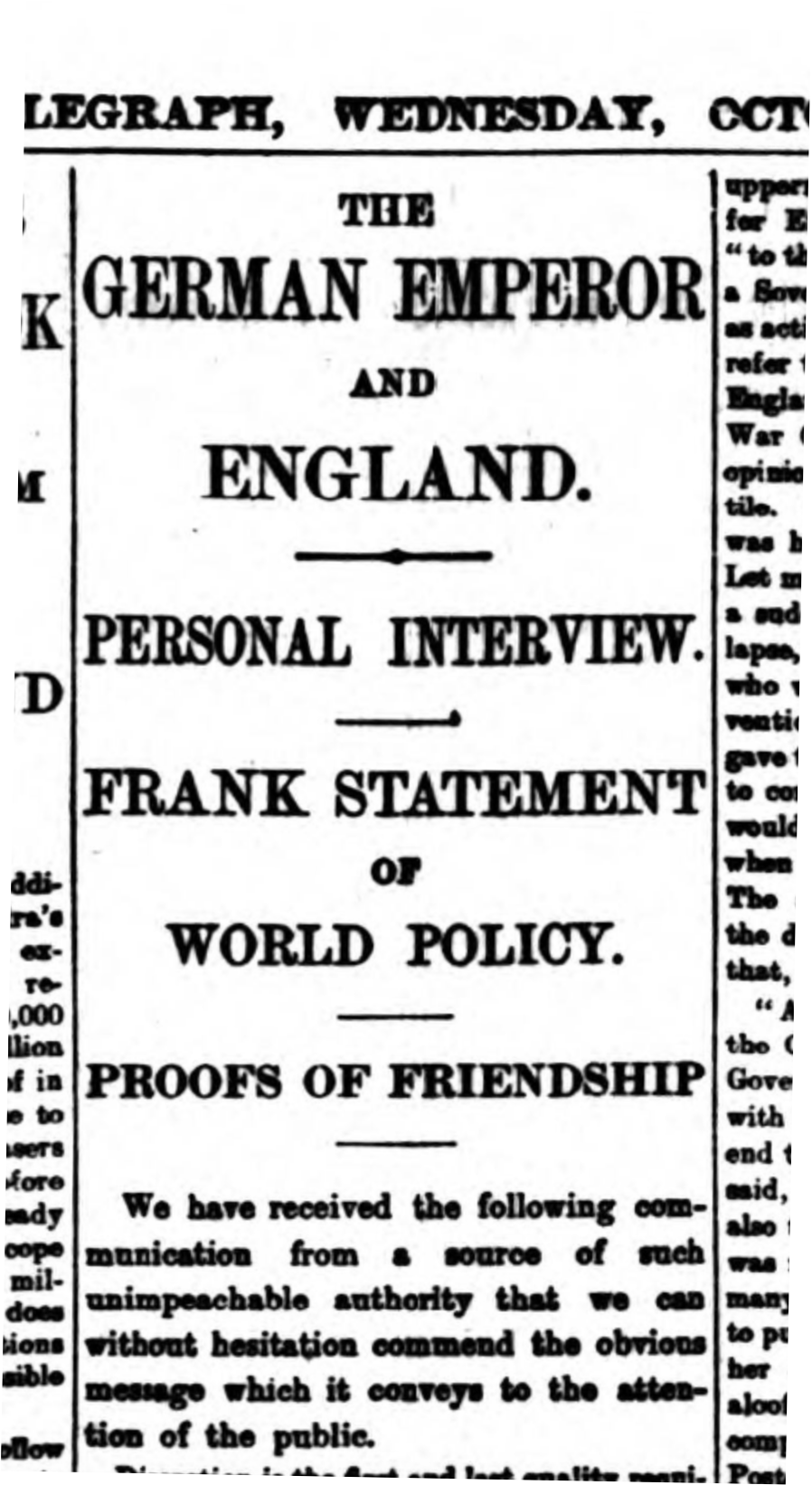
Titre de l'article du Daily Telegraph.

L'affaire du Daily Telegraph est une crise politique qui a secoué l'Empire allemand à la suite d'un entretien publié le 28 octobre 1908 dans le quotidien anglais, The Daily Telegraph, entre le Kaiser Guillaume II et le colonel britannique Edward James Stuart Wortley. 

## Contexte

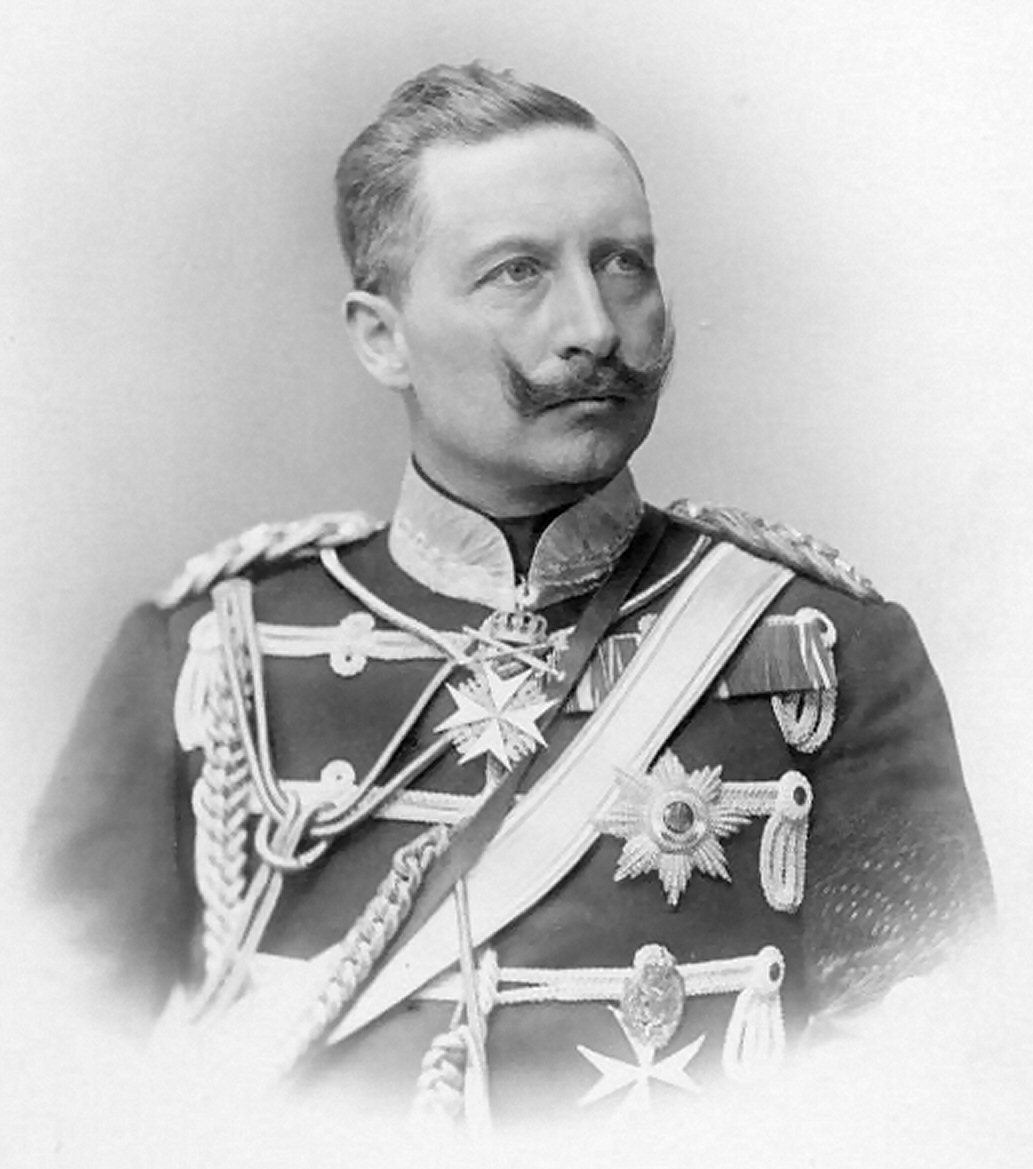
Le Kaiser Guillaume II

Guillaume II était conscient du mépris sévère à son égard de la part de son oncle, le roi Édouard VII, et il entretenait un complexe d'infériorité à l'égard de tout ce qui était britannique. Il voulait néanmoins se rapprocher de la Grande-Bretagne pour compenser de nombreuses déclarations maladroites, notamment, son soutien affiché au président Paul Kruger pendant la guerre des Boers.
Au cours de l'entretien qu'il accorda à ce quotidien conservateur, il déclara que les plans de guerre de l'armée britannique, qui avaient eu raison de la résistance des Boers, avaient été conçus par le Grand état-major du Reich, à la demande du gouvernement britannique. Dans ses Mémoires, le chancelier, le prince Bernhard von Bülow, qualifie cette déclaration « d'énormité ». Guillaume déclara également que les Français et les Russes avaient sollicité l'Allemagne pour qu'elle intervienne contre le Royaume-Uni lors de la seconde guerre des Boers. Enfin il expliqua que la marine impériale allemande ciblait les pays d'Extrême-Orient, et non la Grande-Bretagne.

## Réactions
Le scandale fut, effectivement,  énorme : en Grande-Bretagne, la presse unanime et l'opinion protestèrent violemment contre l'article ; un très fort courant de germanophobie commença à émerger ; en Allemagne, il provoque l'indignation du Reichstag, d'une grande partie de la population, qui demande l'abdication du Kaiser, et la démission du gouvernement. Le Japon prit également le passage sur la flotte germanique comme une provocation. En France, l'affaire fut relayée par Laurence Jerrold, directeur du bureau parisien du Daily Telegraph.

## Conséquences
Cette crise révèle les dysfonctionnements du régime impérial allemand : en l'absence du secrétaire d'État et de son adjoint, un fonctionnaire subalterne du ministère des Affaires étrangères avait jeté un coup d'œil rapide sur un entretien qu'il croyait avoir été visé par le chancelier ; ce dernier fut soupçonné d'avoir volontairement laissé passer le texte pour donner une leçon au Kaiser à cause de ses déclarations intempestives continuelles. Dans ses Mémoires, le chancelier von Bülow écrit qu'il passait un temps considérable à rattraper les gaffes de l'empereur. Au Reichstag, le Parti social-démocrate demanda que le Kaiser ne puisse pas parler sans l'accord préalable du gouvernement et pose la question de son rôle comme monarque constitutionnel. 
Le chancelier von Bülow doit alors proposer sa démission au souverain, qui lui reproche son manque de soutien ; elle est acceptée. Ce fut le dernier chancelier qui pouvait avoir un peu d'influence sur l'armée et l'empereur. Cela mit en évidence les travers du régime impérial allemand, et prouva qu'il n'était parlementaire qu'en apparence : même en cas de gaffe évidente du souverain, sa responsabilité n'était pas engagée, tandis qu'un homme de valeur qui rattrapait sans cesse ses maladresses devait, lui, démissionner.
Après cet épisode, le Kaiser passa par une période de dépression et songea même à abdiquer. Homme au caractère difficile et mégalomaniaque, dont les options politiques découlaient fréquemment de son orgueil ou de ses vexations privées, Guillaume II en tira une rancune tenace contre son oncle, le roi Édouard VII, et une horreur de tout ce qui était anglais.
En Grande-Bretagne, ce nouvel écart de langage du petit-fils préféré de la reine Victoria accrut la méfiance de l'opinion et du gouvernement contre l'Allemagne, dont la flotte de guerre inquiétait déjà sérieusement les intérêts maritimes britanniques. Il renforça l'Entente cordiale entre la France et la Grande-Bretagne.